# Clystea flava
Clystea flava là một loài bướm đêm thuộc phân họ Arctiinae, họ Erebidae.